# Sobreviventes do Gelo
Sobreviventes do Gelo (em inglês: Ice Lake Rebels) é um documentário americano de televisão sobre a vida diária de moradores de barcos ou casas flutuantes em Yellowknife Bay, Grande Lago do Escravo e a série mosta como eles ganham a vida na beira de um enorme lago congelado. O documentário foi ao ar no Animal Planet, durante dois anos, de 2014 a 2016.

## Enredo
Sobreviventes do Gelo é uma série sobre a vida diária de moradores de barcos em Yellowknife Bay em Grande Lago do Escravo como eles ganham a vida na beira de um enorme lago congelado.

## Personagens principais
- Stephan Hervieux é um homem de 40 anos, que vivem em Yellowknife Bay, proprietário de parte do Kimberlito barco, marido de Allyce e o pai de Dora.
- Allyce Rattray é eternamente jovem mulher que vive em Yellowknife Bay, proprietário de parte do Kimberlito barco, a esposa de Stephan e mãe de Dora.
- Randy Sibbeston é um nativo de Yellowknife Bay, um Canadense Ranger, naturalista, outdoorsman, sobrevivente, o perseguidor, o caçador, escultor, estudioso, amigo.
- "Pike", Mike Harrison é um sábio habitante do lago que em algum momento trabalha para Ragnar no Enodah Lodge.
- Gary Vaillancourt começou o barco movimento em Yellowknife Bay, com sua coorte de João Alexandre.
- Molly MacKinnon é a filha de Gary, a princesa do houseboaters.
- Henry, Bryan e Sheila foram pescar

## Produção
O show foi produzido pelo Conteúdo Crítico de Los Angeles (Critical Content of Los Angeles), e foi ao ar no Animal Planet. Produzido por Kathryn Haydn Hays.

## Recepção
Os críticos do New York Times e The Boston Herald, principalmente, comentou sobre as difíceis condições representado na mostra, elogiando os personagens do documentário a determinação, mas não muito mais.